# 이페로사이토시스
이페로사이토시스(Efferocytosis)는 사멸된 세포가 식세포에 의해 제거되는 과정이다. 세포 생물학에서 이페로사이토시스라는 단어는 '무덤으로 가져가다', '묻다'를 뜻하는 라틴어 efferre에서 유래하였기에, 이 단어는 '죽은 세포의 매장'이라고 볼 수 있다.

## 과정
이페로사이토시스 동안, 식세포의 세포막은 사멸된 세포를 삼켜 죽은 세포를 포함하는 큰 유체로 채워진 소포를 형성한다. 이 섭취된 소포를 efferosome이라고 한다(파고솜과 유사). 이 과정은 거대음세포증(음세포작용)과 유사하다.
세포 사멸의 경우 효능 세포증의 효과는 막 무결성이 손상되고 내용물이 주변 조직으로 누출되기 전에 죽은 세포가 제거된다는 것이다. 이것은 독성 효소, 산화제, 단백질분해효소, 카스페이스와 같은 기타 세포 내 성분에 대한 조직의 노출을 방지한다.
이페로사이토시스는 대식세포나 수지상 세포와 같은 전문적인 식세포뿐만 아니라 상피 세포와 섬유아세포를 포함한 다른 많은 세포 유형에 의해 수행될 수 있다. 살아있는 세포와 구별하기 위해 세포 사멸 세포는 포스파티딜세린(인지질 플립플롭에서 비롯됨) 또는 세포막의 외부 전단지에 있는 칼레티쿨린의 존재와 같은 특정 '나를 먹어라' 신호를 전달한다.

## 영향
이페로사이토시스는 예를 들어 항염증, 항프로테아제 및 성장 촉진 효과를 초래하는 특정 다운스트림 세포내 신호 전달 경로를 유발한다.
반대로, 손상된 이페로사이토시스는 자가 면역 질환 및 조직 손상과 관련이 있다. 이페로사이토시스는 간세포 및 혈관 내피 성장 인자 와 같은 매개체의 섭취 세포에 의한 생산을 초래하며, 이는 죽은 세포의 교체를 촉진하는 것으로 생각된다.
낭포성 섬유증, 기관지확장증, 만성 폐쇄성 폐질환, 천식, 특발성 폐 섬유증, 류마티스 관절염, 전신 홍반성 루푸스, 사구체신염 및 죽상경화증과 같은 질병에서 결함이 있는 이페로사이토시스가 입증되었다.

## 매개체
전문화된 분해 촉진 매개체는 특정 다중불포화 지방산, 즉 리폭신으로 대사되는 아라키돈산의 세포 유래 대사 산물이다. Resolvin E로 대사되는 에이코사펜타엔산, 레 졸빈 D, 마레신 및 뉴로 프로텍틴으로 대사되는 도코사헥사엔산, 및 n-3 도코사펜타 엔산 유래 레졸빈 및 n-3 도코사펜타엔산 유래 신경보호제로 대사되는 n-3 도코사펜타엔산 등이다.
이러한 매개체는 염증을 해결하기 위해 작용하는 광범위한 중첩 활동을 가지고 있다. 이러한 매개체 중 많은 부분이 가지고 있는 중요한 활동 중 하나는 염증이 있는 조직에서 이페로사이토시스를 자극하는 것이다. 이러한 매개체의 충분한 양을 형성하지 못하는 것은 만성 및 병리학적 염증 반응의 한 원인으로 제안된다.

## 같이 보기
- 막 수송